# Leucophlebia
Leucophlebia é um gênero de mariposa pertencente à família Bombycidae.